# Tigres de la UANL
A Club de Fútbol Tigres de la Universidad Autónoma de Nuevo León (röviden Tigres de la UANL vagy csak Tigres, jelentése: Az Új-Leóni Autonóm Egyetem Tigrisei) a mexikói labdarúgás egyik meghatározó csapata, otthona a monterreyi agglomerációhoz tartozó San Nicolás de los Garzában található Estadio Universitario. Eddigi története során 7 bajnoki címet szerzett és 3-szor nyerte meg a mexikói kupát. Jelenleg is az első osztályú bajnokságban szerepel.

## Története
A csapat az 1957-ben megalakult Jabatos (Club de Fútbol Nuevo León) jogutódjaként jött létre 1960. március 7-én, amikor a pénzhiánnyal küszködő Jabatos átengedte a csapatot az Új-Leóni Autonóm Egyetemnek. Néhány nappal később, március 13-án máris sor került a legnagyobb rivális, a Rayados de Monterrey elleni első városi rangadóra: a csatát a Rayados nyerte 2–0-ra. Első góljukat a következő meccsen, a La Piedad ellen szerezték, igaz, ez a mérkőzés is vereséggel végződött a tigrisek számára: most 4–2-re kaptak ki. Első győzelmüket április 3-án szerezték a Laguna nevű csapat ellen, az 1960–1961-es kupában. Az első idegenbeli győzelmüket a Chongos ellen aratták július 10-én (3–4 arányban), a (másodosztályú) bajnokságban pedig 7 nappal később fordult elő először, hogy győztesen hagyták el a pályát: ekkor 2–1-re a Salamancát múlták felül.
A pénzügyi problémák azonban nem rendeződtek teljesen, így 1962. szeptember 21-én a vezetőség arra kényszerült, hogy a csapatot visszaadják a Jabatosnak, és csak 5 év múlva kerültek vissza ismét jelenlegi gazdájukhoz, az egyetemhez. 1967-ben még a másodosztályban szerepelt a megújult struktúrájú csapat, amikor május 30-án átadták az új stadionjukat, az Estadio Universitariót. A tigrisek az 1973–1974-es évadban jutottak fel az első osztályba, a következő években pedig már sikereket is értek el: elhódították az 1975–1976-os kupát, 1977–1978-ban pedig már a bajnokságot is megnyerték, a döntőben az UNAM Pumas csapatát győzték le 3–1-re.
Az 1981–1982-es szezonban újabb bajnoki győzelem következett, ezután viszont gyengébb sorozat jött. 1996-ban ugyan megnyerték a kupát, de a bajnoki eredményeik alapján kiestek az első osztályból. A megjelenő pénzügyi gondokon a magántőke bevonásával lettek úrrá, és az első osztályba való visszajutás is azonnal sikerült: a másodosztály mindkét féléves bajnokságát megnyerték. 2001-ben hosszú idő után újra döntőbe jutottak, ám ott a Pachuca lett a győztes, és ez megismétlődött a 2003-as Apertura bajnokságban is.
2005-ben került sor első nemzetközi szereplésükre: az Interliga megnyerésével kijutottak a Copa Libertadoresre, ahol a negyeddöntőkben a későbbi bajnok, a São Paulo FC búcsúztatta őket.
A hazai bajnokságban újabb bajnoki címet szereztek 2011-ben az Apertura bajnokságban, a döntőben a Santos Laguna csapatát szorítva a második helyre, majd 2014-ben harmadik kupagyőzelmüket is megünnepelhették, miután a döntőben 3–0-ra diadalmaskodtak a másodosztályú Alebrijes de Oaxaca ellen. Következő bajnoki címüket a 2015-ös Apertura bajnokságban nyerték, amikor a döntőben büntetőpárbajban győzték le a fővárosi Pumast, majd egy évvel később ismét büntetőkkel, ismét egy fővárosi csapatot (ezúttal az Américát) legyőzve újabb bajnoki címet szereztek. Hatodik aranyérmüket a 2017-es Apertura szezonban szerezték, a hetediket 2019 első félévében, a nyolcadikat pedig 2023-ban.

## Nemzetközi sikerek
A csapat egyelőre nagy nemzetközi tornát nem nyert, viszont a rövid életű, mindössze 4 alkalommal megrendezett Észak-Amerikai Szuperliga sorozatot, melyben minden évben 8 mexikói és USA-beli csapat vett részt, 2009-ben a Tigres nyerte. Legnagyobb eredményük, hogy 2015-ben bejutottak a Copa Libertadores döntőjébe, ám azt nem tudták megnyerni. A következő évben a CONCACAF-bajnokok ligája döntőjéig is eljutottak, de ott az América kettős győzelemmel elvitte előlük a kupát. 2020-ban a torna döntőjében 2–1-re legyőzték az amerikai Los Angeles FC csapatát és elhúdították a Bajnokok Ligája-serleget.

## Bajnoki eredményei
A csapat első osztályú szereplése során az alábbi eredményeket érte el:
| Év                | Alapszakasz-helyezés                                                          | Eredmény a rájátszásban |
| ----------------- | ----------------------------------------------------------------------------- | ----------------------- |
| 1974–1975         | 13. hely                                                                      |                         |
| 1975–1976         | 12. hely                                                                      |                         |
| 1976–1977         | 19. hely                                                                      |                         |
| 1977–1978         | 5. hely                                                                       | Bajnok                  |
| 1978–1979         | 2. hely                                                                       | Negyeddöntős            |
| 1979–1980         | 8. hely                                                                       | 2. hely                 |
| 1980–1981         | 11. hely                                                                      |                         |
| 1981–1982         | 4. hely                                                                       | Bajnok                  |
| 1982–1983         | 9. hely                                                                       |                         |
| 1983–1984         | 9. hely                                                                       | Negyeddöntős            |
| 1984–1985         | 12. hely                                                                      |                         |
| Prode 1985        | 18. hely                                                                      |                         |
| México 1986       | 15. hely                                                                      |                         |
| 1986–1987         | 5. hely                                                                       | Negyeddöntős            |
| 1987–1988         | 15. hely                                                                      |                         |
| 1988–1989         | 14. hely                                                                      |                         |
| 1989–1990         | 6. hely                                                                       | Negyeddöntős            |
| 1990–1991         | 12. hely                                                                      |                         |
| 1991–1992         | 11. hely                                                                      |                         |
| 1992–1993         | 8. hely                                                                       | Negyeddöntős            |
| 1993–1994         | 17. hely                                                                      |                         |
| 1994–1995         | 18. hely                                                                      |                         |
| 1995–1996         | 10. hely                                                                      | Negyeddöntős            |
| 1997 tél          | 15. hely                                                                      |                         |
| 1998 nyár         | 10. hely                                                                      |                         |
| 1998 tél          | 9. hely                                                                       |                         |
| 1999 nyár         | 10. hely                                                                      |                         |
| 1999 tél          | 9. hely                                                                       |                         |
| 2000 nyár         | 10. hely                                                                      |                         |
| 2000 tél          | 11. hely                                                                      |                         |
| 2001 nyár         | 4. hely                                                                       | Negyeddöntős            |
| 2001 tél          | 1. hely                                                                       | 2. hely                 |
| 2002 nyár         | 10. hely                                                                      |                         |
| 2002 Apertura     | 12. hely                                                                      |                         |
| 2003 Clausura     | 4. hely                                                                       | Elődöntős               |
| 2003 Apertura     | 1. hely                                                                       | 2. hely                 |
| 2004 Clausura     | 12. hely                                                                      |                         |
| 2004 Apertura     | 8. hely                                                                       |                         |
| 2005 Clausura     | 9. hely                                                                       | Negyeddöntős            |
| 2005 Apertura     | 9. hely                                                                       | Elődöntős               |
| 2006 Clausura     | 12. hely                                                                      |                         |
| 2006 Apertura     | 16. hely                                                                      |                         |
| 2007 Clausura     | 8. hely                                                                       |                         |
| 2007 Apertura     | 16. hely                                                                      |                         |
| 2008 Clausura     | 13. hely                                                                      |                         |
| 2008 Apertura     | 6. hely                                                                       | Negyeddöntős            |
| 2009 Clausura     | 16. hely                                                                      |                         |
| 2009 Apertura     | 10. hely                                                                      |                         |
| 2010 Bicentenario | 15. hely                                                                      |                         |
| 2010 Apertura     | 9. hely                                                                       |                         |
| 2011 Clausura     | 1. hely                                                                       | Negyeddöntős            |
| 2011 Apertura     | 3. hely                                                                       | Bajnok                  |
| 2012 Clausura     | 5. hely                                                                       | Elődöntős               |
| 2012 Apertura     | 12. hely                                                                      |                         |
| 2013 Clausura     | 1. hely                                                                       | Negyeddöntős            |
| 2013 Apertura     | 8. hely                                                                       | Negyeddöntős            |
| 2014 Clausura     | 14. hely                                                                      |                         |
| 2014 Apertura     | 2. hely                                                                       | 2. hely                 |
| 2015 Clausura     | 1. hely                                                                       | Negyeddöntős            |
| 2015 Apertura     | 5. hely                                                                       | Bajnok                  |
| 2016 Clausura     | 8. hely                                                                       | Negyeddöntős            |
| 2016 Apertura     | 3. hely                                                                       | Bajnok                  |
| 2017 Clausura     | 7. hely                                                                       | 2. hely                 |
| 2017 Apertura     | 2. hely                                                                       | Bajnok                  |
| 2018 Clausura     | 5. hely                                                                       | Negyeddöntős            |
| 2018 Apertura     | 6. hely                                                                       | Negyeddöntős            |
| 2019 Clausura     | 2. hely                                                                       | Bajnok                  |
| 2019 Apertura     | 3. hely                                                                       | Negyeddöntős            |
| 2020 Clausura     | 7. hely Nem hivatalos eredmény, mivel a bajnokságot 10 forduló után törölték. |                         |
| 2020 Apertura     | 6. hely                                                                       | Negyeddöntős            |
| 2021 Clausura     | 10. hely                                                                      |                         |
| 2021 Apertura     | 4. hely                                                                       | Elődöntős               |
| 2022 Clausura     | 2. hely                                                                       | Elődöntős               |
| 2022 Apertura     | 5. hely                                                                       | Negyeddöntős            |
| 2023 Clausura     | 7. hely                                                                       | Bajnok                  |
| 2023 Apertura     | 3. hely                                                                       | 2. hely                 |
| 2024 Clausura     | 5. hely                                                                       | Negyeddöntős            |

## Utánpótlás
A Tigresnek 8 utánpótlás-korú csapata van. Közülük az U17-es és az U20-as csapat a megfelelő korosztályos bajnokságokban szerepel, a Tigres 2. számú csapata, a Cachorros ((tigris)kölykök) a harmadosztályú bajnokságban, a 3. számú csapat, a Tigres SD pedig a negyedosztályban. Emellett 4 csapatot állítottak ki a 13, a 14, a 15 és a 16 évvel ezelőtt született fiatalok számára.

## Szurkolók
Az együttes szurkolótábora igen nagy és lelkes. Nevükhöz fűződik a féléves bajnokságok történetének első inváziója, vagyis az az eset, hogy egy idegenbeli mérkőzésen elárasztják a házigazda stadionjának lelátóját. A nevezetes esemény, melyet több mint 2 hónappal előtte elkezdtek megszervezni, a Club San Luis ellen történt meg 2013-ban: ekkor a mintegy 23 000 Tigres-szurkoló az összes néző 90%-át tette ki az Estadio Alfonso Lastras Ramírez stadionban. A mérkőzést a vendégek 2–1-re meg is nyerték.
A Tigres legnagyobb ellenfele azonban nem a San Luis, hanem a másik monterreyi csapat, a Rayados. A két csapat találkozóját hívják Clásico Regiomontanónak.

## Stadion
A tigrisek otthona a San Nicolás de los Garza városában 1967-ben felavatott Estadio Universitario, mely a Metrorrey hálózathoz tartozó monterreyi 2-es metró Universidad megállójának közelében található. A 42 000 férőhelyes stadionról sokan azt tartják, hogy itt született meg a mexikói hullám, vagyis az ola 1984. szeptember 18-án, az 1–1-es döntetlennel zárult Mexikó–Argentína barátságos mérkőzésen.
Bár az 1970-es labdarúgó-világbajnokságon még nem, de az 1986-oson már ez a stadion is szerepelt a meccsek helyszínei között, csakúgy, mint a 2011-es U17-es vb-n is.